# های هیل (میزوری)
های هیل (به انگلیسی: High Hill) یک شهر در ایالات متحده آمریکا است که در شهرستان مونتگومری، میزوری واقع شده‌است.‌های هیل ۱٫۱۹ کیلومتر مربع مساحت و ۱۹۵ نفر جمعیت دارد و ۲۷۲ متر بالاتر از سطح دریا قرار دارد.